# Saint-Germain, Meurthe-et-Moselle
Saint-Germain är en kommun i departementet Meurthe-et-Moselle i regionen Grand Est (tidigare regionen Lorraine) i nordöstra Frankrike. Kommunen ligger i kantonen Bayon som tillhör arrondissementet Lunéville. År 2022 hade Saint-Germain 157 invånare.

## Befolkningsutveckling
Antalet invånare i kommunen Saint-Germain
| Referens: INSEE |